# Trío (música)

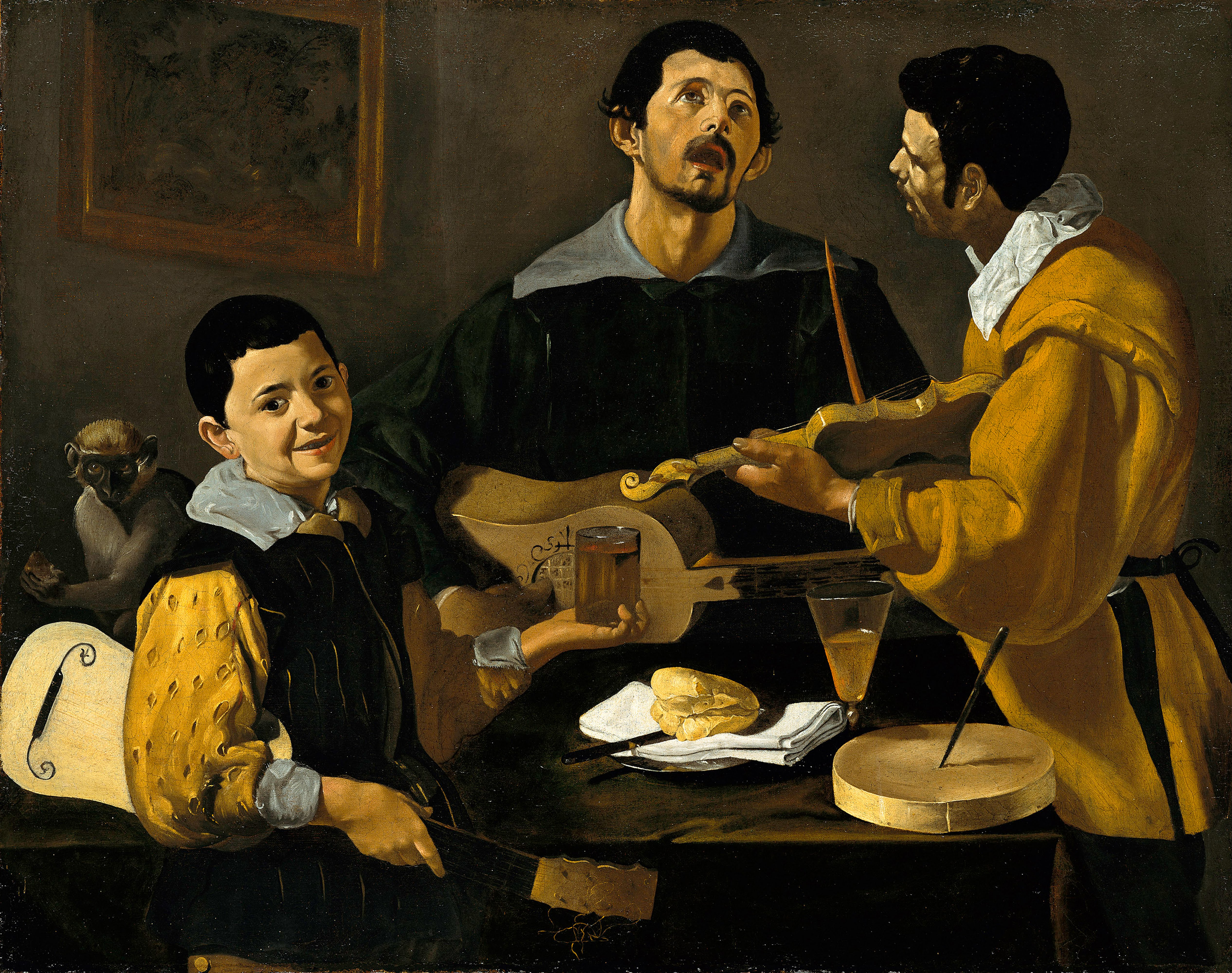
Tres músicos de Diego Velázquez.

Un trío o terceto en música es una agrupación de tres instrumentistas o intérpretes vocales. Esta denominación también se aplica a una pieza musical escrita para ser interpretada por un conjunto de estas características. 
También se llama de esta manera la sección que contrasta en una pieza escrita en forma ternaria, así como la sección que contrasta en una marcha y formas similares, que normalmente empieza al tercer sonido.

## Trío como agrupación musical

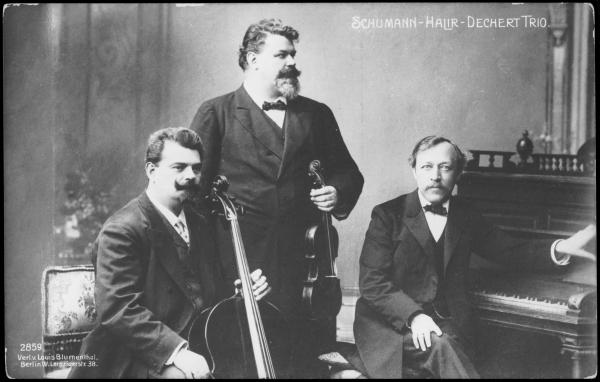
El trío con piano formado por
Schumann (piano) - Halir (violín) - Dechert (chelo).

### Agrupación instrumental
Los tríos pueden tener combinaciones instrumentales muy variadas, aunque las más difundidas son:
- Trío de cuerda: violín, viola, violonchelo.
- Trío con piano: violín, violonchelo, piano.
- Trío de clarinete, violín y piano: clarinete, violín, piano.
- Trío de clarinete, viola y piano: clarinete, viola, piano.
- Trío de clarinete, violonchelo y piano: clarinete, violonchelo, piano.
- Flauta, viola y arpa: flauta, viola, arpa.
- Trío de trompa: trompa, violín, piano.
- Sonata a trío: dos instrumentos más bajo continuo.
- Trío de jazz: piano, contrabajo, batería.
- Power trio: guitarra eléctrica, bajo eléctrico, batería.
- Trío de órgano: órgano Hammond, batería, guitarrista de jazz o un saxofón.
- Trío de armónica: armónica cromática, armónica baja, armónica de acordes.
- Trío romántico o trío de guitarras: guitarras tocando generalmente al ritmo de un vals o un bolero.
- Trío eléctrico: banda de varios músicos tocando sobre un camión, generalmente en el carnaval de Bahía (Brasil).

#### Música clásica
Barroco
Durante el Barroco, sobre todo desde finales del siglo XVII el trío fue una de las combinaciones más importantes de la música de cámara partes de Europa. La combinación más habitual de instrumentos dentro de un trío era de dos instrumentos melódicos de tesitura aguda y un bajo continuo. Dado que lo más frecuente era que el bajo continuo lo interpretaran conjuntamente un instrumento melódico de tesitura grave como por ejemplo una viola de gamba, un violonchelo o un fagot, además de un instrumento polifónico o armónico como un clavicémbalo, un arpa o un instrumento de la familia del laúd, en realidad se trataba de un trío interpretado por cuatro instrumentos, dos de los cuales compartían una misma función.
En cuanto a los dos instrumentos agudos, a veces el autor preveía que fueran instrumentos idénticos -dos violines, era el más habitual- o bien diferentes, combinando flautas de pico y traveseras, violonchelos y oboes de manera que al contraste entre agudos y graves se añadía un contraste entre los timbres de los agudos.
Lo más habitual era que a estas formaciones se dedicara un tipo de composiciones en forma de sonata, en ocasiones cercanas a la sonata da chiesa y a veces a la sonata da camera. Fuese como fuese, estos tipos de composiciones se llamaban trío sonata o sonata a trío. La mayoría de los compositores más importantes de la primera mitad del siglo XVIII compusieron piezas siguiendo esta estructura.
Clasicismo
En el Clasicismo fue el trío formado por violín, violonchelo y piano el que se ganó el favor de los compositores de una manera más clara. De hecho, esta formación reunía varios elementos que daban mucho juego: la confluencia de dos instrumentos de timbre similar pero tesituras diferentes e incluso confrontadas, que se complementan con un instrumento polifónico, de un timbre muy diferente; la polifonía de los primeros puede establecer diálogos interesantes con la del otro; cada uno de los melódicos puede ser acompañado por el piano; etc.
Haydn dejó un colección importante de tríos de estas características, algunos de los cuales contemplan la posibilidad de que en lugar de un violín lo pueda interpretar una flauta. Beethoven es el otro gran compositor de tríos para violín, violonchelo y piano, con piezas memorables como el Trío del archiduque.
De todos modos, ya en el clasicismo hubo otros tipos de tríos destacables; entre estos cabe mencionar el trío de cuerda que, normalmente, estaba compuesto por un violín, una viola y un violonchelo.
Siglos XIX y XX
Durante el siglo XIX la necesidad de explorar y ampliar las capacidades expresivas de la música llevó a los compositores a escribir para otros tipos de tríos, sin que, por ello, perdiera su preeminencia el formado por violín, violonchelo y piano. Entre muchos otros ejemplos, Johannes Brahms escribe un trío en el que el instrumento agudo puede ser el clarinete o la viola, otro en el que se contempla la posibilidad de que el violonchelo sea sustituido por una trompa; Mijaíl Glinka escribe su Trío patético para piano, clarinete y fagot.
A lo largo del siglo XX el trío no gozó de tanta estima por parte de los compositores como otras formaciones de cámara como pueden ser el cuarteto de cuerda o el quinteto de viento.

#### Música popular urbana

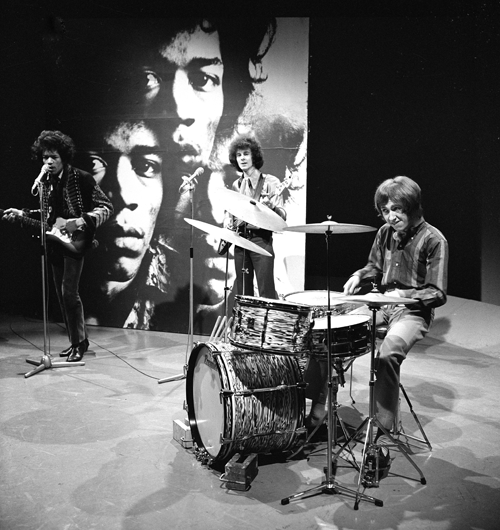
Power trio The Jimi Hendrix Experience, 1967.

En el ámbito de la música popular urbana muchos grupos se han inclinado por formaciones de cuarteto o quinteto, no obstante también ha habido tríos memorables. 
Una de las combinaciones más comunes es la formada por guitarra eléctrica, piano y batería que alcanzó gran popularidad a partir de la década de 1940 en el terreno del jazz y del rhythm and blues. En esta época destacaban los tríos de Nat King Cole, así como los de Oscar Peterson, Ahmad Jamal y Mose Allison en jazz. Otras formaciones menos habituales en los tríos de jazz eran por ejemplo el grupo del saxofonista Jimmy Giuffre junto al guitarrista Jim Hall y al trombonista Bob Brookmeyer.
En la década de 1960 tuvo lugar un revival de la música folk en el que encontramos célebres tríos como The Carter Family, The Kingston Trio y Peter, Paul and Mary. Estas formaciones solían componerse de voces, guitarras y ocasionalmente contrabajo o banjo.
En la era del rock and roll y el rockabilly sobresalieron agrupaciones de tres integrantes como Johnny Cash and The Tennessee Two, así como el primer grupo de Elvis Presley con el guitarrista Scotty Moore y el contrabajista Bill Black.
Sin embargo, la combinación más habitual era la de guitarra eléctrica, bajo eléctrico y batería, que es la formación básica en el rock y también se conoce como power trio como la de Johnny Burnette and The Rock and Roll Trio. Uno de los pocos grupos británicos de música beat que está formado por tres miembros es The Big Three de Liverpool. Algunos ejemplos de este tipo de formación son The Jimi Hendrix Experience, Cream, Mountain, Rush, Motörhead, The Police, Nirvana. 
Más adelante con el rock progresivo se sustituyó el bajo por un teclado electrónico, como los grupos Emerson, Lake and Palmer y Genesis.
En el terreno del punk la agrupación más frecuente es el cuarteto, pero también podemos encontrar algunos tríos como The Jam y The Slits. 
El trío más significativo en música pop es la banda noruega a-ha.

### Agrupación vocal

#### Música clásica
La textura a tres voces fue bastante utilizada durante los siglos XV y XVI e incluso más allá en el período en que se continuó practicando la polifonía renacentista , en aquellas géneros de la música vocal más ligeros como por ejemplos las canzonette. Son un ejemplo los Scherzi musicali de Claudio Monteverdi.
A partir del Barroco el trío vocal adquiere importancia en pasajes de composiciones de mayor envergadura, como pueden ser las óperas y los oratorios, especialmente para representar escenas y situaciones en las que tres personajes se enfrentan, a razón de dos de ellos contra el otro. Un ejemplo es "The flocks shall leave the mountains" de Acis y Galatea de Haendel. 
Ya dentro del Clasicismo, encontramos otra muestra en La creación de Haydn, en el trío que cantan los arcángeles Uriel, Gabriel y Rafael.
En la producción de Mozart es de destacar el trío "Soave sia il vento" de la ópera Così fan tutte. Ya sea porque los textos de estos y otros tríos forman parte de oratorios y piezas de música escénica, ya sea por influencia de los tríos de la música instrumental, lo cierto es que la mayoría de los tríos vocales suelen a estar configurados por dos voces femeninas y una masculina, mucho más que a la inversa.

#### Música popular urbana

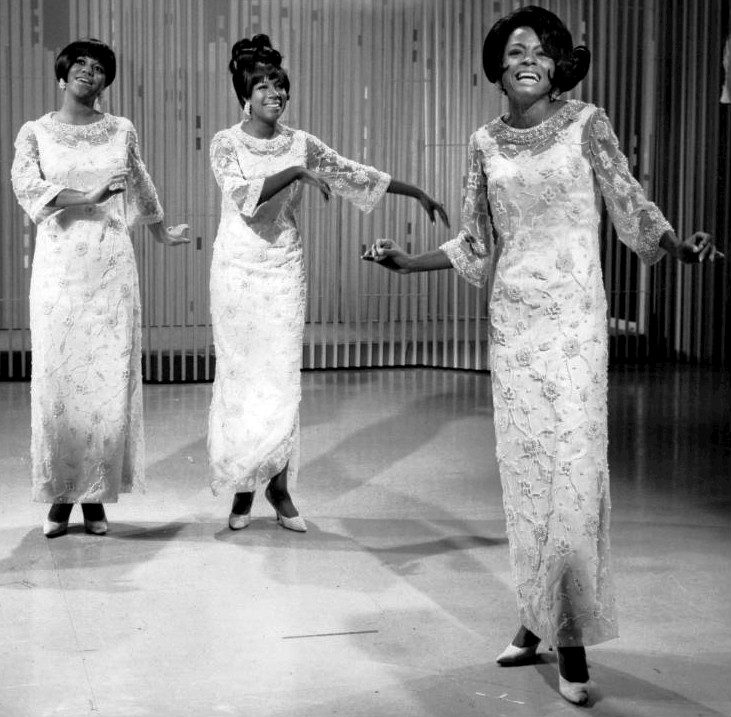
The Supremes, 1966.

El canto a tres voces ha sido un rasgo de la música popular en Estados Unidos desde que en 1927 Paul Whiteman incluyó en su orquesta a los The Rhythm Boys, entre los que se encontraba Bing Crosby. En la siguiente década The Andrews Sisters fueron precursoras de numerosos tríos vocales de hermanas similares como The Boswell Sisters y The Beverley Sisters. No obstante, el gran florecimiento de este tipo de conjuntos tuvo lugar en la música pop y soul afroamericana con grupos como The Ronettes, The Supremes o The Three Degrees, entre otros. En la mayor parte de estas agrupaciones una de las integrantes era la vocalista principal y las otras dos eran coristas.
Los tríos vocales masculinos fueron menos prominentes. En todo caso, hay que mencionar a The Impressions que recibió una fuerte influencia de las armonías vocales de tradición jamaicana de The Wailers y Toots and the Maytals. Más adelante, destacan The Bee Gees que fueron trío durante gran parte de su carrera; Crosby, Stills & Nash y América que combinaban las armonías a tres voces con un rock suave.
En el ámbito del rap y el hip hop hay una gran diversidad en cuanto al número de integrantes de las agrupaciones. Entre ellas encontramos tríos como The Beastie Boys o De La Soul.

## Trío como sección musical
Del siglo XVII en adelante en el ámbito de la música clásica también se llama trío a la sección central de una pieza en la forma ternaria ABA. La mayoría de los minuetos del Clasicismo, así como la mayoría de los scherzi del Romanticismo, como por ejemplo los minuetos o los scherzi que menudo aparecen como tercer movimiento de una sonata o de una sinfonía; iban seguidos de una segunda parte denominada trío en recuerdo de los tiempos en que esta segunda parte era interpretada por solo un grupo de tres instrumentos.
En cambio, en los oratorios, óperas y otros tipos de música escénica es frecuente que las diferentes partes en que estas obras se subdividen vayan a cargo de unos efectivos vocales e instrumentales diferentes, por lo que el trío vocal termina siendo, en muchas ocasiones, un fragmento de una composición más larga.

## Trío como pieza musical
En música clásica sobresalen las siguientes piezas compuestas para este tipo de agrupación:
- Brahms: Trío para trompa, violín y piano, op. 40 (1865).
- Glinka: Trío patético, para clarinete, fagot y piano (1832).
- Mozart: Trío Kegelstatt, K. 498 escrito para clarinete, viola y piano (1786).
- Poulenc: Sonata para trompa, trompeta y trombón, FP 33 (1922/1945).
- Poulenc: Trío para oboe, fagot y piano, FP 43 (1926).
- Villa-Lobos: Trío para oboe, clarinete y fagot (1921).